# ハミック反応
ハミック反応（—はんのう、Hammick reaction）とは、有機化学における合成反応の一種で、アルデヒドの存在下にα-ピコリン酸を熱分解させると、脱炭酸とそれに続く求核付加反応により（2-ピリジル）アルコールが生じる反応である。
p-シメンを溶媒として、収率が向上した例がある。

## 反応機構
α-ピコリン酸 1 を加熱すると、脱炭酸により双性イオン 2 が発生する。アルデヒドなど、反応性の求電子剤が存在すると、それに対する 2 の求核的付加は、2 のプロトン化によるクエンチよりも速いため、付加体 3 が生じる。続いてプロトンが移動した 4 が生成物として得られる。